# Marijino vnebovzetje (Gentileschi)
Marijino vnebovzetje ali Gospa Marijinega vnebovzetja je slika olje na platnu iz leta 1605–1608, ki jo je naslikal Orazio Gentileschi, zdaj v Muzeju starodavne umetnosti v Torinu. Prej je bila napačno pripisana Pieru Francescu Mazzucchelliju.
Gentileschijevo zgodnje delo, v katerem se s svojo uporabo prostora in svetlobe za modeliranje figur, še vedno močno opira na Caravaggia, prikazuje Marijino vnebovzetje, obdano z angeli in z zgornjim registrom, ki ga zasedajo tri osebe Svete Trojice.
Od zgodnjih let 17. stoletja so sliko uporabljali za pokrivanje zgodovinskega lesenega kipa Madone na glavnem oltarju Santa Maria al Monte dei Cappuccini v Torinu, ki ga je v letih 1585–1596 zgradil Karel Emanuel I. Na velike svete dneve so sliko dvignili, da bi pokazali kip.